# Will Scarlet

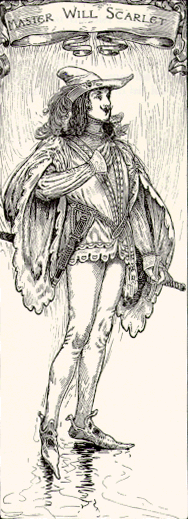

Will Scarlet - en français Will (Wilfried ou William) Écarlate ou Gilles L'Écarlate - (appelé aussi Scarlett, Scarelock, Scadlock, Scatheloke, et Scathelocke) est un personnage essentiel de la bande des Joyeux Compagnons de Robin des Bois.  On le retrouve présent dans les plus anciennes ballades en compagnie de Petit Jean et de Much le fils du Meunier.
La confusion sur son nom a entraîné certains auteurs à faire une distinction entre ces noms pour y voir différents personnages. L'auteur de théâtre élisabéthain Anthony Munday présente ainsi Scarlet et Scathlocke comme des demi-frères dans sa pièce, The Downfall and The Death of Robert Earl of Huntington (La chute et la mort de Robert, Comte de Huntington). Howard Pyle a inclus à la fois un Will Scathelock et un Will Scarlet  dans son histoire Merry Adventures of Robin Hood (Joyeuses aventures de Robin des Bois).  Will Stutely peut aussi exister en tant que personnage à part entière à cause d'un nom erroné.

## Origines du personnage

### Apparition dans les ballades anciennes
La première apparition de Will Scarlet se trouve dans l'une des plus anciennes ballades sur Robin des Bois connues à ce jour, A Gest of Robyn Hode (Geste de Robyn Hode). Il aide à la capture de Richard "at the Lee" et quand Robin prête à ce chevalier de l'argent pour rembourser ses dettes, Scarlet est celui des Compagnons qui insiste pour qu'on lui donne un cheval et des vêtements appropriés à son rang.
Une autre ballade très ancienne où l'on retrouve Will Scarlet est une variante de Robin Hood's Death (La mort de Robin des Bois), dans laquelle Will a un rôle très court.
Une ballade plus tardive, Robin Hood and the Newly Revived, rapporte une histoire de ses origines. Robin trouve un jeune homme bien habillé chassant une biche dans la forêt de Sherwood, et il lui propose de se joindre à sa bande ; ils ont une dispute et se battent. Robin lui demande qui il est ; le jeune homme répond  qu'il s'appelle Young Gamwell (Jeune Gamwell), qu'il a tué l'intendant de son père et en a fui les terres pour partir à la recherche de son oncle, Robin des Bois. Robin l'accueille volontiers et lui donne pour nouveau nom "Scarlett".  Ce récit est, en gros, la base originale commune de l'histoire de Will Scarlet, bien que des variations existent.

### Ses caractéristiques
Traditionnellement, la plupart des hors-la-loi sont souvent décrits comme étant d'âge moyen, cependant Scarlet est souvent décrit comme jeune ou plein de jeunesse, parfois n'ayant pas encore vingt ans. Dans les contes traditionnels, il a le sang chaud et un caractère emporté, mais il aime aussi les vêtements élégants de fine toile et on le voit souvent porter de la soie rouge. Parmi les Compagnons, il est le plus doué à l'épée, tandis que Robin est le plus doué à l'arc et Petit Jean au bâton. Dans quelques-uns des contes, Scarlet utilise deux épées en même temps (geste que l'on voit parodié dans le film Sacré Robin des Bois).
D'après une tradition locale, Will Scarlet a été tué après un combat avec les hommes du Shérif et il a été enterré dans le cimetière paroissial de l'église Sainte Marie de la Purification (Church of St. Mary of the Purification) à Blidworth, dans le Nottinghamshire. La pointe de la flèche de la vieille église (elle-même entourée par le cimetière) est, selon la croyance populaire, un monument à la mémoire de Will Scarlet, dont la tombe n'est pas autrement signalée.

### Will Scarlet répertorié
Francis James Child a établi une liste des contes consacrés à Robin des Bois:  A Gest of Robyn Hode (Child Ballad, 117), Robin Hood's Death (Child ballad, 120), et Robin Hood Newly Revived (Child ballad, 128). Il a aussi fait une liste de plusieurs autres ballades dans lesquelles on retrouve Will Scarlet, parfois dans un rôle très secondaire.  Dans Robin Hood's Delight (Child Ballad, 136), l'histoire de base relatant la rencontre que Robin fait d'un étranger, ne peut pas le battre, et doit le battre d'une autre manière que par la force, est modifiée :  Robin est en compagnie de Petit Jean et Will lorsqu'ils rencontrent trois forestiers, et c'est alors que se situe le fameux combat où ils s'en sortent grâce à la ruse. Dans Robin Hood and the Curtal Friar (Child Ballad, 123), Will Scarlet parle à Robin au sujet du frère, et il en résulte leur rencontre. Dans Robin Hood and Guy de Gisbourne (Child Ballad, 118), Petit Jean est capturé alors qu'il allait à la rescousse de Will après que deux de leur bande aient déjà été tués et que Will tâchait de s'enfuir. Dans un motif assez inhabituel pour les ballades de Robin des Bois, Robin Hood and the Prince of Aragon (Child ballad, 129), Robin, Petit Jean et Will Scarlet vont au secours du roi. Ils doivent se battre contre le prince du titre et deux géants, et l'histoire se termine par le mariage de Will avec la princesse ; cette ballade, contrairement aux autres ballades de Child, est rarement utilisée pour les adaptations récentes.

## Adaptations à l'écran

### Will Scarlet au cinéma et à la télévision
Dans les deux adaptations de la vie de Robin Les Aventures de Robin des Bois (de 1938, sous les traits de l'acteur Patric Knowles), et aussi Robin des Bois, prince des voleurs (de 1991, sous les traits de l'acteur Christian Slater), Will Scarlet représenté parmi les compagnons de Robin presque comme un jeune noble au départ, et il est un personnage malin et plein d'humour. Dans le film de 1938 il est confondu, sûrement à dessein, avec Allan A'Dayle puisque, dans une scène, on voit Will jouer du luth et chanter. Dans la série télévisée récemment produite par la BBC, ce même rôle est dévolu au personnage de Much, le fils du Meunier.
Dans une série britannique des années 1950 (un classique télévisuel en Grande-Bretagne) The Adventures of Robin Hood (Les Aventures de Robin des Bois), le personnage de Will est interprété par Ronald Howard et, plus tard, par Paul Eddington. À sa première rencontre avec Robin, les deux hommes se battent ensemble avant que Will s'échappe des mains des hommes du Shérif. Il était d'abord représenté comme un homme éduqué, barbu mais encore dans la jeunesse de l'âge. Aimant s'amuser, aventureux et coureur vantard, il était dans le même temps un compagnon loyal et un homme d'épée expérimenté. Le nom adopté pour ce personnage est alors Will O'Winchester. Tandis que dans les deux premiers épisodes, un Will Scathelock cynique est le premier chef des hors-la-loi de Sherwood. Sur son lit de mort, Scathelock dit aux hors-la-loi de suivre Robin des Bois.
Dans la production télévisée britannique Robin of Sherwood (Robin de Sherwood), Ray Winstone a une approche très différente du caractère de Will Scarlet. À la place de la représentation classique d'un joyeux compagnon, on découvre un personnage plus sombre. Ancien soldat qui a combattu en France, il est dépeint comme beaucoup plus passionné et violent, avec une haine déclarée pour l'autorité.
Dans Robin des Bois, prince des voleurs, l'acteur Christian Slater joue Will Scarlet, présenté comme le frère illégitime de Robin des Bois. (Beaucoup de traditions plus anciennes en font un homme du même sang que Robin, généralement un cousin ou un neveu.) Le père de Robin des Bois n'a pas reconnu Scarlet et a doté uniquement Robin, poussant ainsi le jeune homme à nourrir du ressentiment envers son demi-frère. Il apparaît d'abord comme un personnage faux, mais il trouve la rédemption plus tard, en aidant les Joyeux Compagnons à sauver Marianne et d'autres personnes des mains du Shérif de Nottingham.
Dans le film de Mel Brooks, Sacré Robin des Bois, Will est présenté comme le meilleur ami de Petit Jean. Son nom entier est Will Scarlet O'Hara et il vient de Géorgie. Il est interprété par Matthew Porretta.
Dans la série de 2006, produite par la BBC Robin Hood, Will Scarlet, interprété par Harry Lloyd, est un jeune charpentier de 18 ans que Robin sauve de la pendaison. C'est un personnage doux et tranquille qui se distingue souvent parmi les plus délicat et les plus moraux de la bande des compagnons de Robin. Il est le plus jeune de la bande  et il se bat très adroitement avec deux haches en même temps. Dans la série, Will apparaît comme le meilleur ami d'Allan A'Dayle, bien que cette amitié soit mise à rude épreuve par la trahison d'Allan, et il reconnaît aimer Djaq, jouée par Anjali Jay, et il reste avec elle en Terre Sainte à la fin de la saison 2.       
Dans le Robin des Bois réalisé par Ridley Scott, il est joué par Scott Grimes.
Dans un épisode de Star Trek : La Nouvelle Génération, les membres de l'équipage du vaisseau Enterprise rejouent la légende de Robin des Bois. Worf (Michael Dorn) se voit confier le rôle de Will, mais il proteste qu'il n'est "PAS un joyeux compagnon !"   
Il est aussi interprété par l'acteur anglais Michael Socha dans la série Once Upon a Time in Wonderland ; et est également le Valet de Cœur. Meilleur ami d'Alice, il retourne au Pays des Merveilles afin de l'aider. On apprend qu'il a trahi Robin des Bois dans le passé afin de se procurer un miroir magique, destiné à voyager entre les mondes. Il l'a offert à celle qu'il aimait, Anastasia, avant d'être lui-même trahi par cette dernière lorsqu'elle décida d'épouser le Roi Rouge, et de devenir la Reine rouge.
Dans le film de 2018, il est incarné par Jamie Dornan.

### Jeux vidéo et imitations
Dans le jeu vidéo de 2002, Robin Hood : La Légende de Sherwood, Will Scarlet est montré comme un neveu turbulent qui se rebelle constamment contre le Shérif, ce qui finit par le conduire en prison. Il est plus tard délivré par Robin des Bois et devient un membre de la bande des joyeux compagnons. Il est dépeint comme très violent, capable d'étrangler ses ennemis par derrière ou de les achever alors qu'ils sont au sol. Le concepteur du jeu a joué sur la couleur de son vêtement, établissant que son personnage porte du rouge afin de camoufler les taches causées par les éclaboussures de sang.